# Tomba della Nave

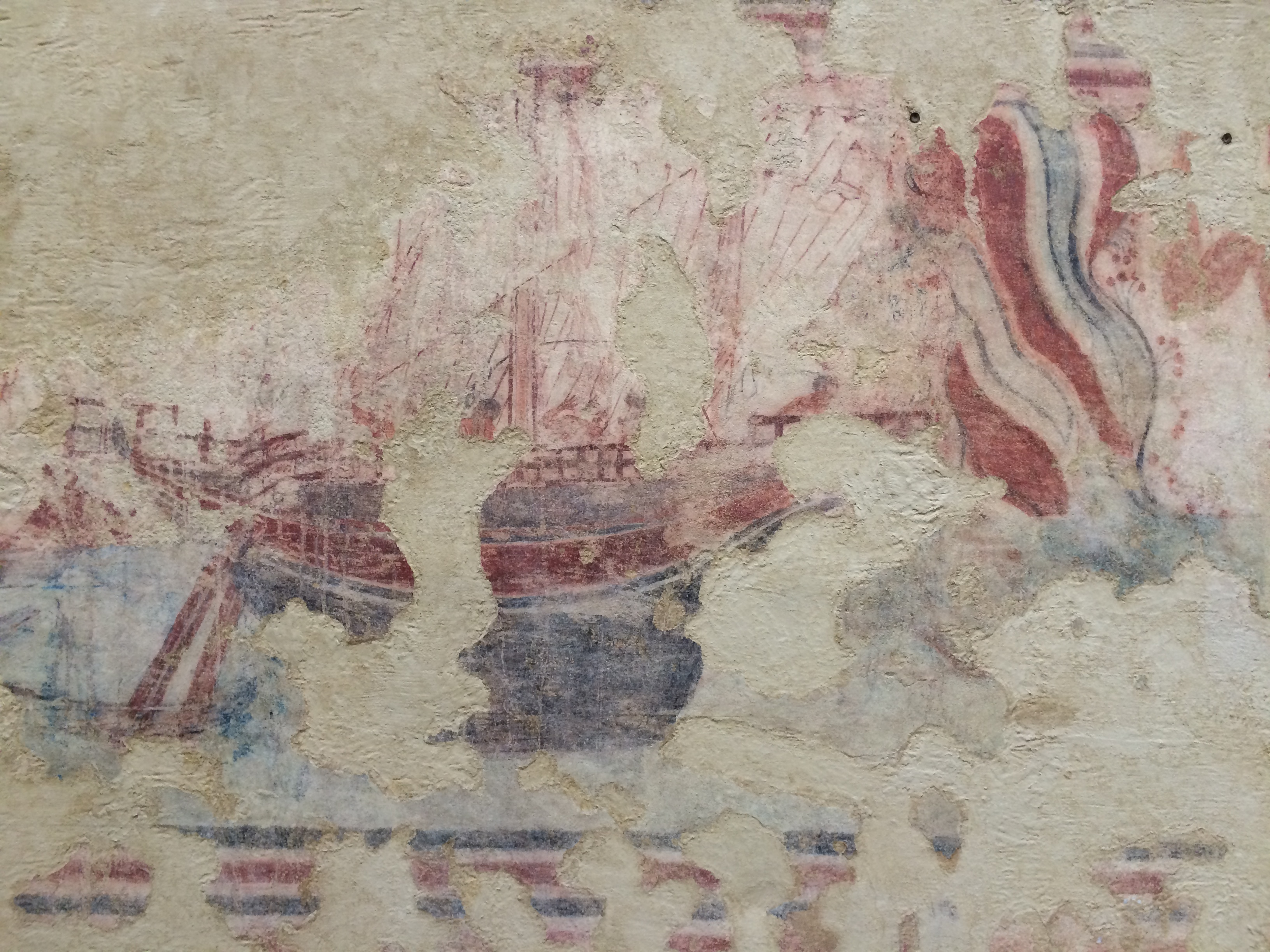
Das erhaltene Schiff in der Tomba della Nave

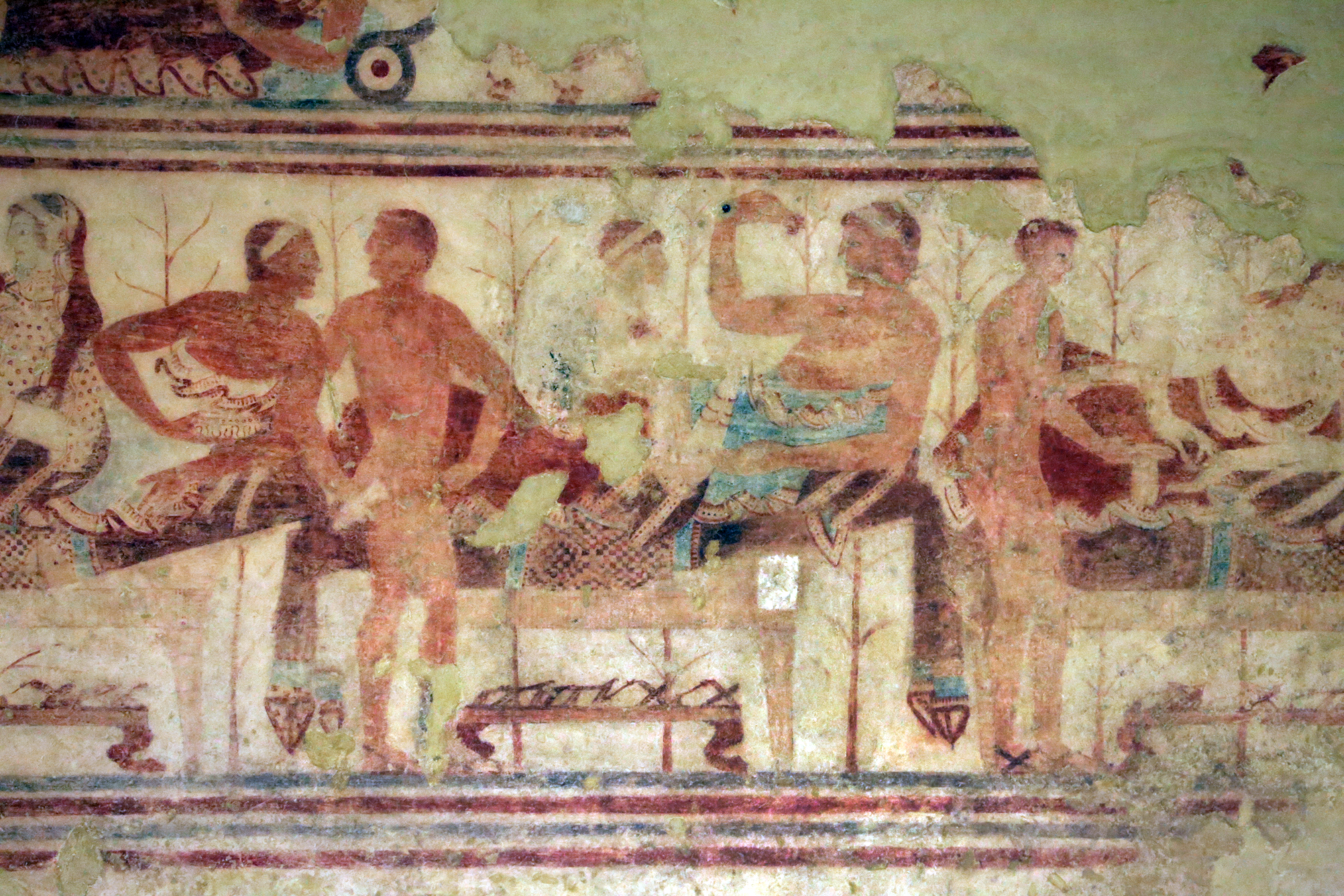
Bankettszene

Die Tomba della Nave („Grab des Schiffes“)  in der Monterozzi-Nekropole bei Tarquinia wurde im Jahr 1958 entdeckt. Es handelt sich um ein ausgemaltes etruskisches Grab, das in die Zeit zwischen 500 und 450 v. Chr. datiert wird. Die Grabkammer war bei der Auffindung beraubt. Die Malereien waren zum Teil schon stark verblasst und nicht gut erhalten. Aus diesem Grund wurden sie von der Wand abgenommen und in das Archäologische Nationalmuseum von Tarquinia verbracht.
Über eine Treppe gelangte man zur unterirdischen Grabkammer. Deren linke Wand ist stark beschädigt, zeigte aber einst eine Meerlandschaft mit zwei Schiffen, die dem Grab den Namen gab. Auf dem besser erhaltenen Schiff sind Besatzungsmitglieder dargestellt. Weitere Schiffe sind nur schlecht erhalten. Neben den Schiffen ist eine Felslandschaft dargestellt. Rechts davon schließt eine Bankettszene an, die sich auf der Rückwand fortsetzt. Sie beginnt auf der linken Wand mit einem niedrigen Tisch und zwei großen Gefäßen, daneben steht ein Leier spielender Musikant. Die eigentliche Bankettszene auf der Rückwand zeigt verschiedene, auf Klinen liegende Personen. Dazwischen stehen nackte Diener. Die Bankettszene setzt sich auf der rechten Wand fort, wo noch eine Kline und eine Dienerfigur zu sehen sind. Rechts davon sind Musikanten dargestellt. Die Rückwand mit dem Eingang zeigt links zwei Figuren, vielleicht Tänzer. Links von der Tür ist eine Kline mit zwei Figuren zu erkennen. Daneben stehen diverse Gefäße.